# سائد عطشان
سائد عطشان هو عالم أنثروبولوجي فلسطيني وُلد بالولايات المتحدة الأمريكية في عام 1984، وعمل أستاذًا بجامعة إيموري وكلية سوارثمور.

## حياته
وُلد سائد عطشان في الولايات المتحدة الأمريكية عام 1984 لأسرة فلسطينية تعود أصولها إلى الضفة الغربية، عاد مع عائلته إلى فلسطين ليعيش في مدينة رام الله بالضفة الغربية حيث التحق بمدرسة الأصدقاء، وأثناء دراسته الثانوية شارك في الانتفاضة الفلسطينية الثانية، ثُم انتقل في عام 2002 إلى الولايات المتحدة الأمريكية لكي يلتحق بالدراسة في كلية سوارثمور، والتي حصل منها على شهادته الجامعية، وتخرج في عام 2006. حصل سائد عطشان بعد ذلك على درجة الدكتوراه في السياسة العامة من كلية كينيدي للإدارة الحكومية بجامعة هارفارد، ثم التحق بجامعة براون لإتمام أبحاث ما بعد الدكتوراه.
بدأ سائد عطشان عمله التطوعي في أواخر العقد الأول من القرن الحادي والعشرين عندما عمل مستشاراً جامعياً ومرشداً لطلاب السنة الأخيرة بمدرسة الأصدقاء في رام الله، وكان من بين طلابه كنان عبد الحميد وهشام عورتاني اللذان تعرضا لمحاولة القتل في حادث بيرلينغتون. ينتمي سائد عطشان إلى جمعية الأصدقاء الدينية أو الكويكرز كأحد دعاة السلام، كما أنه مثلي الجنس.

## مسيرته المهنية
عمل سائد عطشان أستاذا بجامعة سوارثمور منذ عام 2015، كما شارك بالعمل كأستاذ مساعد زائرًا في الأنثروبولوجيا وكباحث زائر في دراسات الشرق الأوسط في جامعة كاليفورنيا في بيركلي خلال إجازة العام الدراسي 2020-2021. اختير سائد عطشان في عام 2020 كواحد من 40 شخصية مؤسسية عربية أمريكية تحت سن الأربعين. عين سائد عطشان أستاذا بجامعة إيموري في عام 2021، وفي يناير (كانون الثاني) عام 2022، أصبح أول أستاذ فلسطيني ثابت في الجامعة، ويعمل سائد عطشان حاليًا كأستاذ مشارك في قسم دراسات السلام والصراع والأنثروبولوجيا بجامعة إيموري.

## مواقفه السياسية
في 3 فبراير (شباط) عام 2017 مُنع سائد عطشان من المحاضرة في مدرسة الأصدقاء المركزية في مدينة وينوود بولاية نسلفانيا بعدما اشتكى بعض الآباء من دعمه لحركة المقاطعة، كما أوقف عن العمل اثنين من معلمي المدرسة كانا قد دعيا سائد عطشان لإلقاء كلمة في حفل تخرج المدرسة نيابة عن نادي السلام والمساواة في فلسطين التابع للمدرسة، واعتبرا في إجازة مفتوحة إلى أجل غير مسمى. وعلى الرغم من أن المدرسة أعادت توجيه الدعوة له للمحاضرة بالمدرسة لاحقًا، فإن سائد عطشان رفض ذلك قائلاً إنه لن يعود للمحاضرة في المدرسة في المدرسة إلا إذا قامت إدارة المدرسة بإعادة المعلمين الموقوفين إلى العمل. وفي عام 2018، ألغيت مشاركة سائد عطشان بإلقاء محاضرة في المتحف اليهودي في برلين بعد ظهور تعليقات له تعود إلى عام 2014 وصف فيها إسرائيل بأنها دولة فصل عنصري، وكانت المحاضرة التي عزم سائد عطشان على إلقائها كجزء من معرض المتحف عن مدينة القدس بعنوان «أن تكون مثليًا وفلسطينيًا في القدس الشرقية».
انتقد سائد عطشان في أكتوبر (تشرين الأول) عام 2023 موقف الرئيس الأمريكي جو بايدن ودعم الحكومة الأمريكية للإبادة الجماعية والمذابح التي ارتكبتها إسرائيل في قطاع غزة أثناء اجتياح القطاع في أعقاب عملية طوفان الأقصى.

## مؤلفاته
نشر سائد عطشان عددا من الكتب والمؤلفات والأبحاث الأكاديمية، ويوضح الجدول التالي أهم مؤلفاته:
| سنة النشر | اسم الكتاب                                          | الناشر         | ردمك              |
| --------- | --------------------------------------------------- | -------------- | ----------------- |
| 2020      | فلسطين الكويرية وإمبراطورية النقد                   | جامعة ستانفورد | 978-1-5036-1240-2 |
| 2020      | المثلث الأخلاقي: الألمان، الإسرائيليون، الفلسطينيون | جامعة ديوك     | 978-1-4780-0785-2 |